# Megaceratoneura
Megaceratoneura is een geslacht van vliesvleugeligen uit de familie Eulophidae. De wetenschappelijke naam van dit geslacht is voor het eerst geldig gepubliceerd in 1917 door Girault.

## Soorten
Het geslacht Megaceratoneura is monotypisch en omvat slechts de volgende soort:
- Megaceratoneura inusitata Girault, 1917